# أوسم وصفي
أوسم وصفي حنا كاتب وطبيب نفسي مصري عمل بمجال العلاج والإرشاد النفسي منذ عام 1992، وبدأ الاهتمام بعلاج المثلية الجنسية منذ عام 2003، وهو حاليًا استشاري للطب النفسي ومحاضر في برامج المشورة والإرشاد النفسي في العديد من البلدان داخل مصر وخارجها في سوريا ولبنان والأردن منذ 1994. حصل أوسم وصفي على درجة البكالوريوس في الطبِّ والجراحة عام 1990 من كلية الطب جامعة طنطا ثم حصل على درجة الماجستير في الأمراض النفسيَّة والعصبيَّة عام 1997، من جامعة القاهرة. كما حصل على بكالوريوس اللاهوت من كلية اللاهوت الإنجيلية بالعباسية في عام 2005، قام بالتدريس مادتي علم النفس، واللاهوت والكنيسة والتعافي بالكلية منذ عام 2005 حتى عام 2015. وعمل بمؤسسة «الحرية» لإعادة تأهيل المدمنين ما بين عامي 1992 و1998، وأسَّسَ عددًا من الخدمات والبرامج العلاجية مثل «خدمة الحياة» للمساندة النفسيَّة والتوعية والتعافي، و«برنامج القلب الواعي» لتَوعِية المراهِقين من الجنسَين، كما أسَّس في عام 2005م برنامج وكتاب «شفاء الحبّ» للتَّعامُل مع الميول المثليَّة،
 تركز اهتمام أوسم وصفي على علاج المثلية الجنسية بعد حضوره العديد من الحلقات دراسية والمؤتمرات في أوروبا، والولايات المتحدة الأمريكية، وكندا مع معالجين نفسيين من المدرسة التي لاتزال تعتبر المثلية الجنسية اضطراباً تطورياً مثل جوزيف نيكولوسي وريتشارد كوهن.

## مؤلفاته
ألف أوسم وصفي العديد من المؤلفات كان من بينها: كتاب «صحة العلاقات» الذي صدر عام 2004، وكتاب «مهارات الحياة» الذي صدر عام 2011، وكتاب «مهارات المشورة» الذي صدر عام 2007، وكتاب «الروحانية والتعافي» الذي صدر عام 2005، وأعيد إصداره منقحا ومزيدا ومن وجهة نظر روحانية عامة غير دينية سنة ٢٠١٩
أيضا كتاب «القلب الواعى» وهو منهاج دراسي بالعامية المصرية لتوعية وتدريب المراهقات وصدر عام 2005، وكتاب «خطوة لقدام» وهو من جزأين، كما صدر له ضمن سلسلة كتيبات «180 درجة» للشباب كتيب «الألم»، وكتيب «الأكل: عدو أم صديق»، وكتيب «الإساءة إلى الأطفال»، وكتيب «أحتاج إلى المساعدة»، وكتيب «الاكتئاب»، وكتيب «الصورة الذاتية»، وكتيب «تطوير الذات»، وكتيب «العلاقات»، وكتيب «القلق وأنواعه»، وكتيب «شخصي جدا»، وكتيب «ما هو الحب»، وكتيب «صديقي مثلي»، وكتيب «نعم تستطيع!» الناشر: اوفير عمان
اصدر أيضا كتاب «وجدت صوتي» وهو كتاب عملي لمساعدة الناجيات من الاعتداء الجنسي وبه جزء عن تثقيف الأطفال لحمايتهم من الاعتداءات الجنسية.
وسلسلة «أبو سلمى» المصورة عن العلاقات (الناشر. جبل عمان. الأردن).
كتب بالاشتراك مع د. ماهر صموئيل كتاب «معرفة الله والنفس.» (الناشر: اوفير) وعدة كتابات مسيحية أخرى مثل «الثورة السرية» و «البؤرة» و «ما بعد الدين» و «المحبة»
من كتاباته التي اثارت ضجة في الأوساط المسيحية كتاب «أسئلة في العهد القديم.» الذي تناول فيه رمزية قصة الخلق التوارتية. صدر الكتاب سنة ٢٠١٤ ثم اعيد اصداره سنة ٢٠٢٠ تحت عنوان؛ «آدم. الخلق والتطور والسقوط.»
كتب أيضا روايتين الأولى باسم «مملكة الله» ٢٠١٣ والثانية باسم «وتدور الدائرة» ٢٠٢١
كم ترجم العديد من المؤلفات.
.

## وصلات خارجية
الموقع الرسمي
مدونة د. أوسم وصفي